# 1000-km-Rennen von Paris 1961

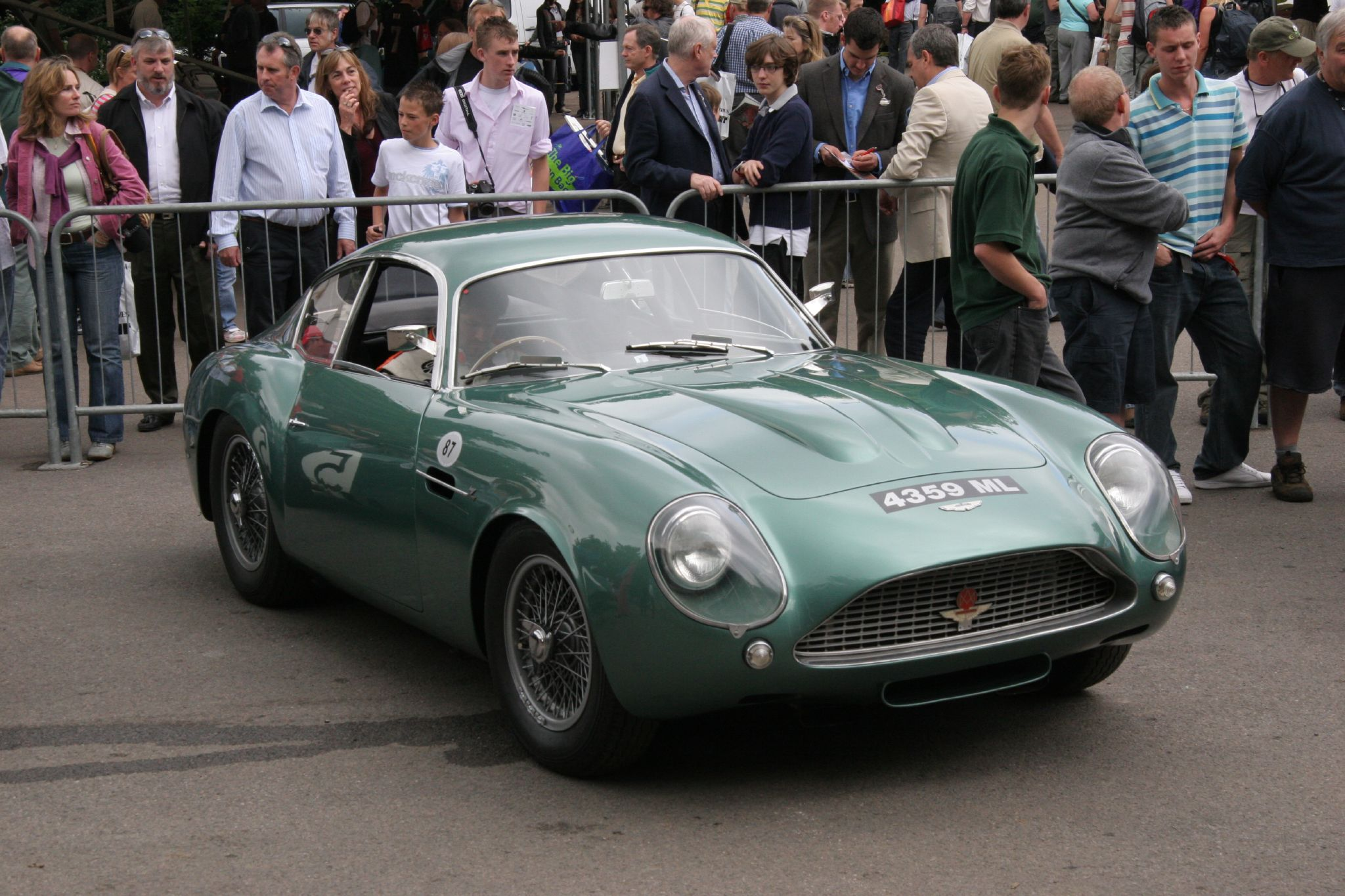
Aston Martin DB4 GT Zagato

Das dritte  1000-km-Rennen von Paris, auch Paris 1000 Kilometers, fand am 22. Oktober 1961 auf dem Autodrome de Linas-Montlhéry statt. Das Rennen war der 13. Wertungslauf des FIA-GT-Cup dieses Jahres.

## Das Rennen
Dem FIA-GT-Cup war nur eine kurze Lebensdauer beschienen. 1960 eingeführt, war die zweite Saison 1961 bereits wieder die Letzte. Die Meisterschaft wurde eingeführt um Teams und Fahrern von GT-Fahrzeugen ein entsprechendes Betätigungsfeld zu bieten. 1962 gingen die GT-Rennen in der Sportwagen-Weltmeisterschaft auf.
Das 1000-km-Rennen von 1961 war das zweite in Folge das ausschließlich für GT-Fahrzeuge ausgeschrieben wurde. Nach 6½ Stunden Rennzeit gab es einen knappen Zieleinlauf. Die beiden mexikanischen Brüder Pedro und Ricardo Rodríguez siegten mit einem Vorsprung von 31 Sekunden auf die Belgier Willy Mairesse und Lucien Bianchi. Beide Teams gingen mit Ferrari 250 GT SWB an den Start.

## Ergebnisse

### Schlussklassement
| 1               | GT + 1.6 | 5  | North American Racing Team      | Pedro Rodríguez Ricardo Rodríguez         | Ferrari 250 GT SWB              | 129 |
| 2               | GT + 1.6 | 3  | Ecurie Francorchamps            | Willy Mairesse Lucien Bianchi             | Ferrari 250 GT SWB              | 129 |
| 3               | GT + 1.6 | 1  | Scuderia Serenissima di Venezia | Maurice Trintignant Nino Vaccarella       | Ferrari 250 GT SWB              | 128 |
| 4               | GT + 1.6 | 11 | Pierre Dumay                    | Pierre Dumay Jo Schlesser                 | Ferrari 250 GT SWB              | 127 |
| 5               | GT + 1.6 | 18 | Scuderia Serenissima di Venezia | Carlo-Maria Abate Colin Davis             | Ferrari 250 GT SWB              | 127 |
| 6               | GT + 1.6 | 15 | Essex Racing Team               | Jim Clark Innes Ireland                   | Aston Martin DB4 GT Zagato      | 126 |
| 7               | GT + 1.6 | 9  | André Simon                     | André Simon Georges Berger                | Ferrari 250 GT SWB              | 126 |
| 8               | GT + 1.6 | 10 | Jean Guichet                    | Jean Guichet Pierre Noblet                | Ferrari 250 GT SWB              | 126 |
| 9               | GT + 1.6 | 16 | Essex Racing Team               | Tony Maggs John Whitmore                  | Aston Martin DB4 GT             | 125 |
| 10              | GT + 1.6 | 7  | Henri Oreiller                  | Henri Oreiller Bernard Consten            | Ferrari 250 GT SWB              | 125 |
| 11              | GT + 1.6 | 4  | Equipe Nationale Belge          | Gustave Gosselin Robert Crevits           | Ferrari 250 GT SWB              | 124 |
| 12              | GT + 1.6 | 2  | Scuderia Serenissima di Venezia | Graham Hill Joakim Bonnier                | Ferrari 250 GT SWB              | 123 |
| 13              | GT + 1.6 | 8  | Gérard Spinedi                  | Gérard Spinedi Roger Delageneste          | Ferrari 250 GT SWB              | 121 |
| 14              | GT + 1.6 | 14 | Jean Kerguen                    | Jean Kerguen Jacques Dewez                | Aston Martin DB4 GT Zagato      | 120 |
| 15              | GT 1.6   | 21 | Porsche System Engineering      | Edgar Barth Huschke von Hanstein          | Porsche 356B Carrera Abarth GTL | 118 |
| 16              | GT 1.6   | 23 | Robert Buchet                   | Fritz Hahnl Robert Buchet                 | Porsche 356B Carrera            | 116 |
| 17              | GT 1.6   | 22 | Gerhard Koch                    | Herbert Linge Gerhard Koch                | Porsche 356B Carrera            | 114 |
| 18              | GT 1.6   | 27 | Richard Stoop                   | Richard Stoop Peter Riley                 | Porsche 356B Carrera            | 112 |
| 19              | GT 1.3   | 32 | José Rosinski                   | José Rosinski Jean Rolland                | Alfa Romeo Giulietta SV         | 109 |
| 20              | GT 1.0   | 46 | Abarth                          | Teodoro Zeccoli Giancarlo Sala            | Fiat-Abarth 1000                | 109 |
| 21              | GT 1.3   | 37 | Equipe Nationale Belge          | Georges Harris Georges Hacquin            | Alfa Romeo Giulietta SZ         | 105 |
| 22              | GT 1.0   | 44 | Abarth                          | Jean Vinatier René Richard                | Fiat-Abarth 700                 | 100 |
| 23              | GT 1.0   | 45 | Abarth                          | Ernst Prinoth Wolfgang Seidel             | Fiat-Abarth 700                 | 97  |
| 24              | GT 1.0   | 48 | Andrew Hedges                   | Andrew Hedges William McCowen             | Austin-Healey Sebring Sprite    | 95  |
| Ausgefallen     |          |    |                                 |                                           |                                 |     |
| 25              | GT 1.3   | 31 | Virgilio Conrero                | Gino Munaron Francesco De Leonibus        | Alfa Romeo Giulietta Conrero    | 71  |
| 26              | GT 1.0   | 48 | Gérard Langlois van Ophem       | Gérard Langlois van Ophem Robert Bouharde | DB                              | 70  |
| 27              | GT 1.3   | 36 | Elger                           | Henri Grandsire Bernard Boyer             | Lotus Elite                     | 60  |
| 28              | GT 1.0   | 41 | Gérard Laureau                  | Gérard Laureau Paul Armagnac              | DB                              | 58  |
| 29              | GT 1.6   | 24 | Pierre Monneret                 | Pierre Monneret Pierre Boutin             | Porsche 356B Carrera            | 35  |
| 30              | GT 1.6   | 25 | Pierre Marx                     | Lucien Bonnet Pierre Marx                 | Porsche 356B Carrera Abarth GTL | 34  |
| 31              | GT 1.0   | 42 | Jacques Rey                     | Francois Richard Jacques Rey              | DB                              | 32  |
| 32              | GT 1.0   | 47 | Edgar Rollin                    | Edgar Rollin Jean-Claude Vidilles         | DB                              | 26  |
| 33              | GT + 1.6 | 17 | Scuderia Serenissima di Venezia | Ludovico Scarfiotti Gianni Balzarini      | Ferrari 250 GT SWB              | 6   |
| 34              | GT 1.6   | 26 | Equipe Nationale Belge          | Robert Darville Gérard Langlois van Ophem | Porsche 356B Carrera            | 2   |
| Nicht gestartet |          |    |                                 |                                           |                                 |     |
| 35              | GT + 1.6 | 6  | Equipe Nationale Belge          | Léon Dernier Guy Ancez                    | Ferrari 250 GT SWB              | 1   |
| 36              | GT 1.3   | 33 | Team Elite                      | Trevor Taylor Clive Hunt                  | Lotus Elite                     | 2   |
| 37              | GT 1.3   | 34 | Les Leston                      | Les Leston Peter Jopp                     | Lotus Elite                     | 3   |
| 38              | GT 1.0   | T  | Abarth                          |                                           | Fiat-Abarth 1000                | 4   |
| 39              | GT + 1.6 |    | Alan Markelson                  | Alan Markelson                            | Corvette C1/Chevrolet Corvette  | 5   |

1 nicht gestartet
2 Motorschaden im Training
3 nicht trainiert
4 Trainingswagen
5 nicht trainiert

### Nur in der Meldeliste
Hier finden sich Teams, Fahrer und Fahrzeuge, die ursprünglich für das Rennen gemeldet waren, aber aus den unterschiedlichsten Gründen daran nicht teilnahmen.
| Pos. | Klasse   | Nr. | Team           | Fahrer                             | Chassis        |
| ---- | -------- | --- | -------------- | ---------------------------------- | -------------- |
| 40   | GT 1.3   | 35  | Gérard Crombac | Jean-François Malle Robin Carnegie | Lotus Elite    |
| 41   | GT + 1.6 |     | Georges Berger | Georges Berger                     | Ferrari 250 GT |

### Klassensieger
| Klasse   | Fahrer          | Fahrer               | Fahrzeug                        | Platzierung im Gesamtklassement |
| -------- | --------------- | -------------------- | ------------------------------- | ------------------------------- |
| GT + 1.6 | Pedro Rodríguez | Ricardo Rodríguez    | Ferrari 250 GT SWB              | Gesamtsieg                      |
| GT 1.6   | Edgar Barth     | Huschke von Hanstein | Porsche 356B Carrera Abarth GTL | Rang 15                         |
| GT 1.3   | José Rosinski   | Jean Rolland         | Alfa Romeo Giulietta SV         | Rang 19                         |
| GT 1.0   | Teodoro Zeccoli | Giancarlo Sala       | Fiat-Abarth 1000                | Rang 20                         |

### Renndaten
- Gemeldet: 41
- Gestartet: 34
- Gewertet: 24
- Rennklassen: 4
- Zuschauer: unbekannt
- Wetter am Renntag: unbekannt
- Streckenlänge: 7,784 km
- Fahrzeit des Siegerteams: 6:32:15.200 Stunden
- Gesamtrunden des Siegerteams: 129
- Gesamtdistanz des Siegerteams: 1004,136 km
- Siegerschnitt: 153,595 km/h
- Pole Position: unbekannt
- Schnellste Rennrunde: Ricardo Rodriguez – Ferrari 250 GT SWB (#5) – 2:55,000 – 160,128 km/h
- Rennserie: 13. Lauf zum FIA-GT-Cup 1961